# Jan Wolff (hoornist)

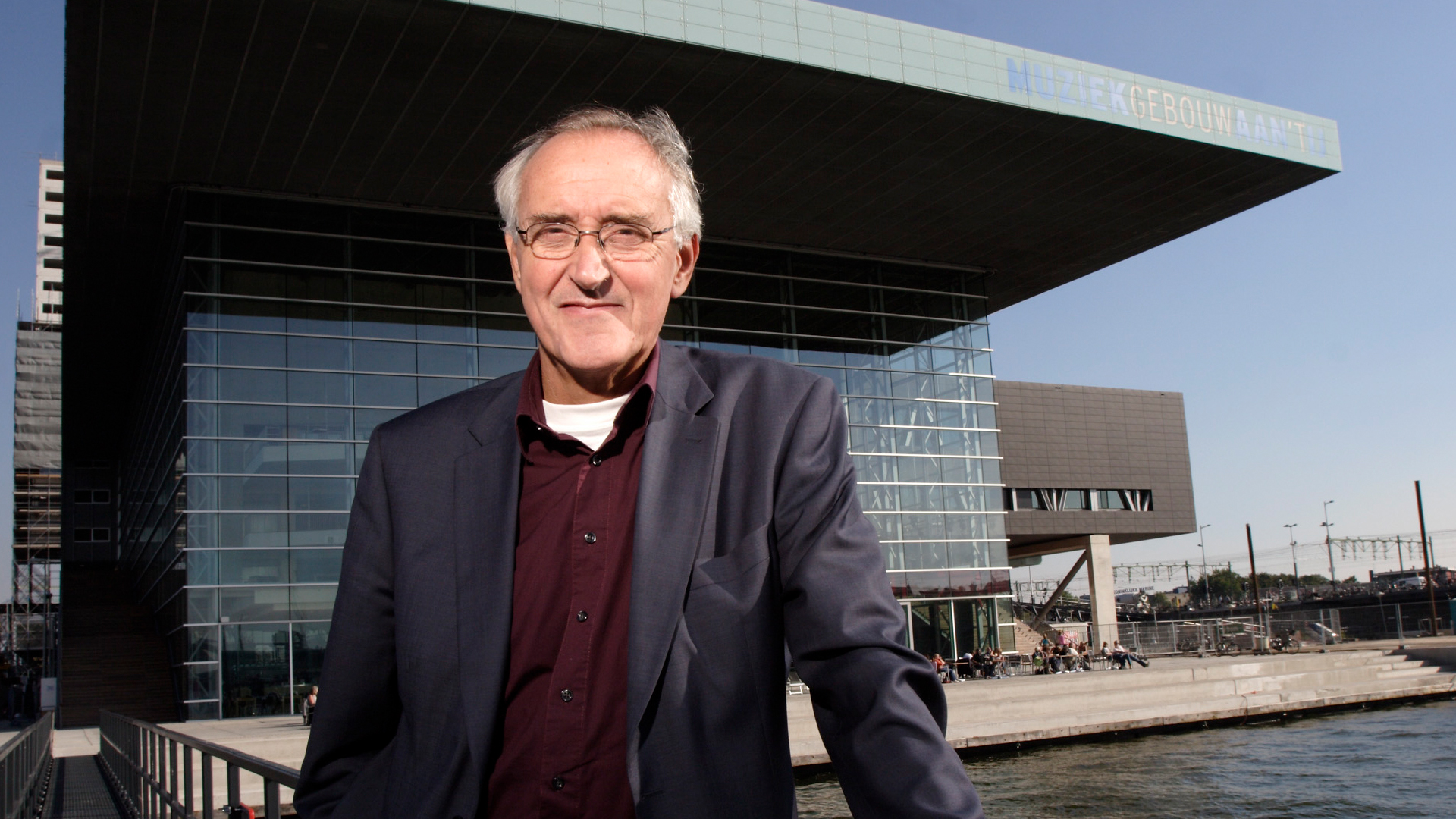
Jan Wolff voor het Muziekgebouw aan 't IJ, met daarbij het Bimhuis

Jan Wolff (Amsterdam, 12 september 1941 – aldaar, 22 augustus 2012) was een Nederlandse hoornist, componist, pionier en directeur van Muziekcentrum de IJsbreker en het Muziekgebouw aan 't IJ met daarbij het Bimhuis.

## Levensloop
Jan Wolff werd op 21 september 1941 geboren aan de Lijnbaansgracht in Amsterdam. Zijn ouders dreven een artiestenpension waar goochelaars, trapezewerkers en variétéartiesten verbleven. Zijn vader speelde trompet in een bioscooporkest, tot de komst van de geluidsfilm. Hij haalde voor zijn zoon twee instrumenten in huis: een fagot en een hoorn. Jan koos voor de hoorn. Hij ging hoorn studeren aan het Conservatorium van Amsterdam met als hoornleraar Adriaan van Woudenberg.
Op zeventienjarige leeftijd debuteerde Jan als jongste lid ooit bij het Koninklijk Concertgebouw Orkest. In 1982 stopte hij bij het orkest om verder te gaan als freelance musicus. Vanaf de oprichting in 1973 tot 1982 speelde hij bij het muziekcollectief Orkest De Volharding, was mede-initiatiefnemer en orkestlid van het Nederlands Blazers Ensemble en speelde onder meer bij het Nederlands Ballet Orkest en het Willem Breuker Kollektief.
In 1979 startte Jan Wolff het Muziekcentrum de IJsbreker aan de Amstel dat uitgroeide tot een muziekpodium voor eigentijdse klassieke muziek. In de jaren tachtig ontwikkelde hij plannen voor een groot muziekcentrum in Amsterdam wat in 2005 resulteerde in de opening van het Muziekgebouw aan 't IJ, waarin tevens het Bimhuis werd gevestigd. Tot 2008 was Jan Wolff directeur van het Muziekgebouw. Muziekpodium de IJsbreker werd opgeheven, maar Wolff bleef eigenaar van het café-restaurant De Ysbreeker.
Jan Wolff was met P. Hans Frankfurther de initiatiefnemer van de Concertzender die in 1984 van start ging en was mede-oprichter van het Nederlands Hoornisten Genootschap. Hij was tevens een actief lid van D66.
In november 2004 werd Jan Wolff onderscheiden met de Prins Bernhard Cultuurfonds Prijs Muziek.
Jan Wolff overleed na een lang ziekbed op 22 augustus 2012 in Amsterdam. Hij liet drie kinderen achter.

## Documentaire
In 2005 maakte Barbara Makkinga in opdracht van het Uur van de Wolf van de NTR de documentaire De droom van Jan Wolff waarin hij een paar weken werd gevolgd aan de vooravond van de opening van het Muziekgebouw op 15 juni 2005. Hij vertelde over zijn privéleven, zijn jeugd, de muziek en zijn grote droom die in vervulling was gegaan.

## Huil van de Wolff
Op 22 augustus 2016 werd ter ere van Jan Wolff bij het Muziekgebouw een geluidssculptuur van componist Martijn Padding onthuld door Louis Andriessen. Het monument met de titel 'Huil van de Wolff' is een interactieve compositie die wordt ‘aangestuurd’ door onder meer windsnelheid en luchtvochtigheid. Het geluidskunstwerk is geïnspireerd op Jan Wolff zijn liefde voor water, varen en de hoorn. Sindsdien is het eerbetoon elke 22e van de maand om 20:00 uur aan de oever van het IJ te horen onder de grote luifel van het Muziekgebouw.

## Jan Wolff Erepenning

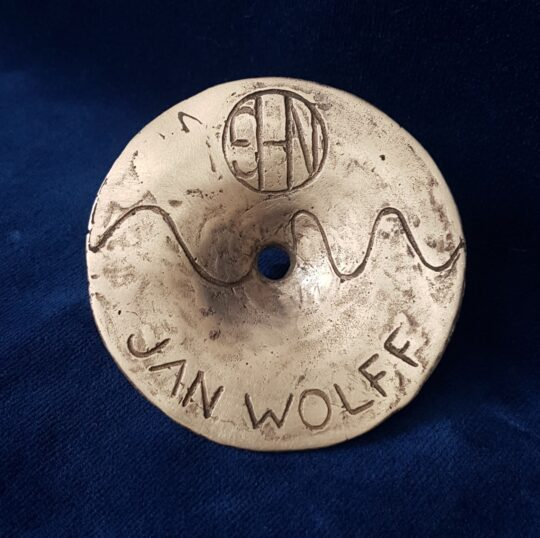
Jan Wolff Erepenning

Het Nederlands Hoornisten Genootschap (NHG) heeft in 2022 de Jan Wolff Erepenning ingesteld. Op 28 mei 2022 werd in de Philharmonie Haarlem voor de eerste maal de Jan Wolff Erepenning uitgereikt tijdens het festival HOORN! ter gelegenheid van het 40-jarig jubileum van het NHG. Hoornist Ward Assmann ontving de prijs voor de belangrijke rol die hij voor de hoorn in Nederland vervult.